# Saint Vincent en de Grenadines op de Olympische Zomerspelen 2020
Saint Vincent en de Grenadines nam deel aan de Olympische Zomerspelen 2020 in Tokio, Japan.

## Atleten
| sport    | mannen | vrouwen | totaal |
| -------- | ------ | ------- | ------ |
| Atletiek | 0      | 1       | 1      |
| Zwemmen  | 1      | 1       | 2      |
| totaal   | 1      | 2       | 3      |

## Sporten

### Atletiek
Vrouwen
Loopnummers
| atlete           | onderdeel | series  | series | kwartfinale | kwartfinale | halve finale   | halve finale   | finale         | finale         |
| atlete           | onderdeel | tijd    | rang   | tijd        | rang        | tijd           | rang           | tijd           | rang           |
| ---------------- | --------- | ------- | ------ | ----------- | ----------- | -------------- | -------------- | -------------- | -------------- |
| Shafiqua Maloney | 800 m     | 2.07,89 | 7      | n.v.t.      | n.v.t.      | niet geplaatst | niet geplaatst | niet geplaatst | niet geplaatst |

### Zwemmen
Mannen
| atleet        | onderdeel       | series | series | halve finale   | halve finale   | finale         | finale         |
| atleet        | onderdeel       | tijd   | rang   | tijd           | rang           | tijd           | rang           |
| ------------- | --------------- | ------ | ------ | -------------- | -------------- | -------------- | -------------- |
| Shane Cadogan | 50 m vrije slag | 24,71  | 49     | niet geplaatst | niet geplaatst | niet geplaatst | niet geplaatst |

Vrouwen
| atlete         | onderdeel       | series | series | halve finale   | halve finale   | finale         | finale         |
| atlete         | onderdeel       | tijd   | rang   | tijd           | rang           | tijd           | rang           |
| -------------- | --------------- | ------ | ------ | -------------- | -------------- | -------------- | -------------- |
| Mya de Freitas | 50 m vrije slag | 28,57  | 59     | niet geplaatst | niet geplaatst | niet geplaatst | niet geplaatst |